# Catedral de Nikortsminda
La catedral de Nikortsminda (en georgiano: ნიკორწმინდის ტაძარი) también conocida como la Catedral de San Nicolás de Nikortsminda es una iglesia ortodoxa georgiana, ubicada en Nikortsminda, Región de Racha-Lechjumi y Kvemo Svaneti, Georgia.
El edificio fue construido en 1010-1014 durante el reinado de Bagrat III de Georgia, y fue reparado en 1634 por el rey Bagrat III de Imereti. El campanario de tres pisos junto a la catedral fue construido en la segunda mitad del siglo XIX. Los frescos del interior de la Catedral datan del siglo XVII. La catedral está en la Lista para ser declarada Patrimonio de la Humanidad por la UNESCO.
Durante el trabajo de rehabilitación en el 2012, se encontraron algunos frescos desconocidos de la catedral, el de la familia feudal local y el arcángel Miguel del siglo XVI. Uno de los frescos inscribe a un decorador de templos llamado Javakhadze. Dos apellidos, Javakhadze y Tsulukidze han sido mencionados en las imágenes de la familia feudal.

## Arquitectura

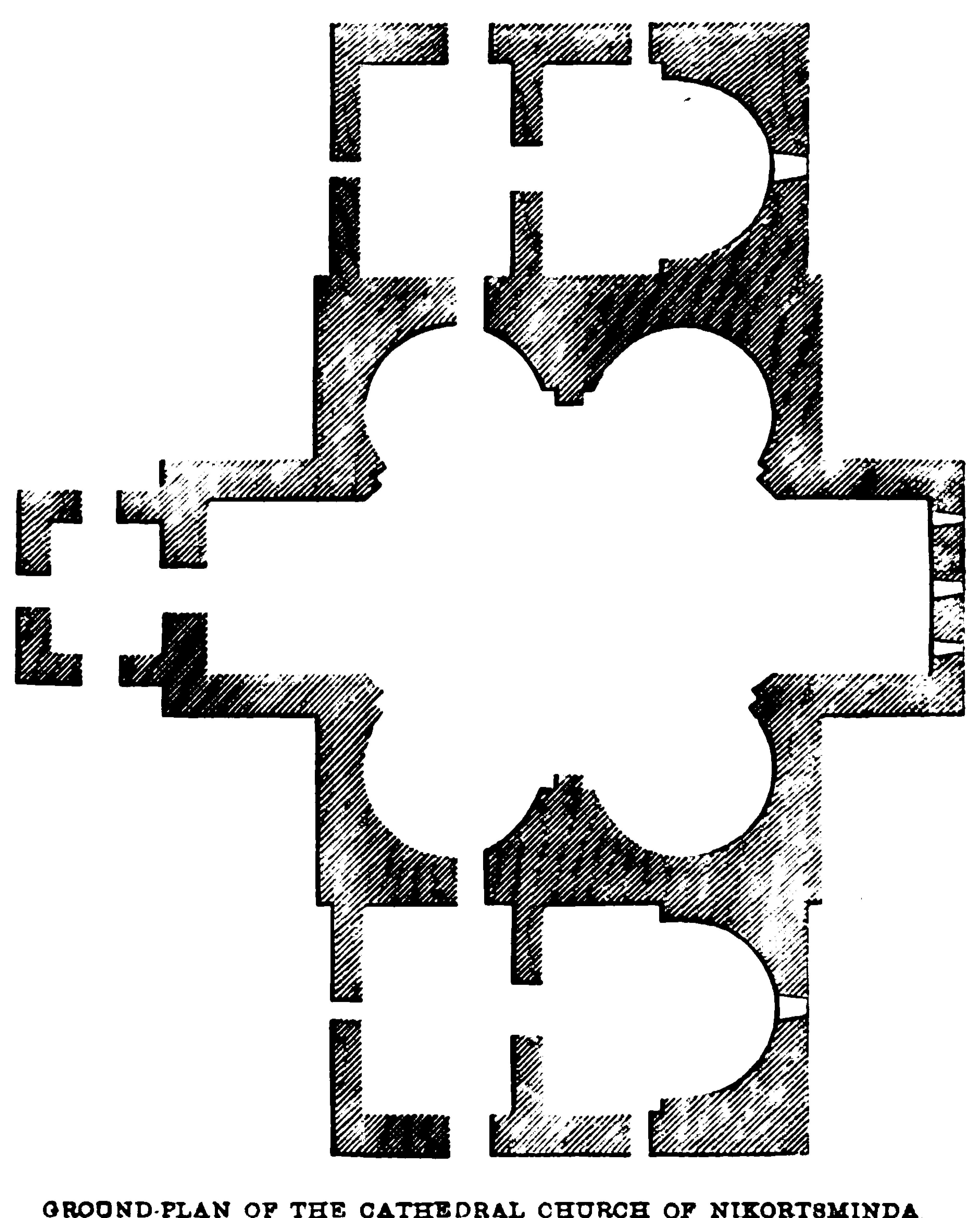
Planta de la catedral. 1850.

Nikortsminda es de una tipología que refleja el estilo georgiano de arquitectura de iglesia en cruz inscrita que fue la forma dominante elegida para diseñar las iglesias de mediados y finales del período bizantino, de planta con un cuadrado central en forma de cruz, coronado con una cúpula. La cúpula de Nikortsminda es enorme con arquerías ininterrumpidas con doce ventanas, que están decoradas con arquitrabes trabajados escultóricamente. El plano original era hexagonal, pero se ha ido modificando durante las ampliaciones que se ha realizado desde el centro del siglo XI con adiciones al oeste y al sur de dos pórticos que han roto la armonía del conjunto original. La iglesia tiene seis cruceros en lugar de los cuatro habituales. El campanario, con escalera de caracol y tres pisos, se realizó en la segunda mitad del XIX.

### Interior

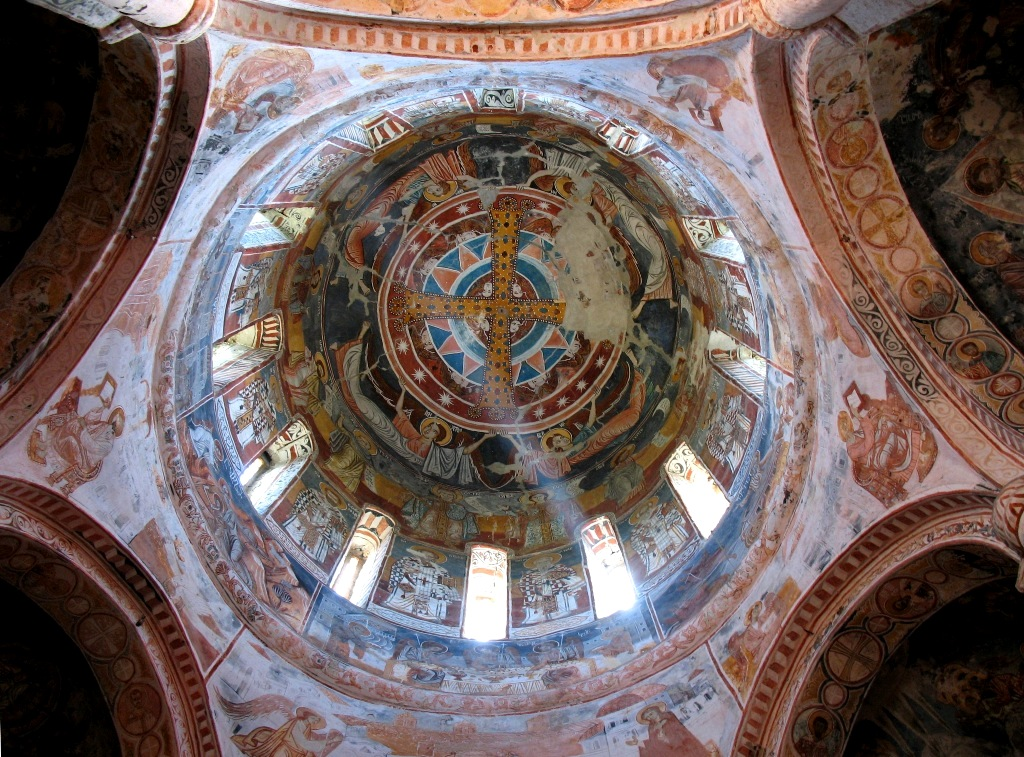
Fresco interior de la cúpula.

La catedral tiene una forma de cinco ábsides desde el interior y el descanso de la cúpula es sobre un tambor perforado por doce ventanas estrechas. La transición al círculo de la cúpula se ve hace por medio de pechinas. El ábside del altar y el pasillo oeste hacen que el espacio sea mayor en el interior. Está decorado con pinturas al fresco del siglo XVII y ricos ornamentos, que reflejan la maestría del arte eclesiástico georgiano tardío medieval.

### Exterior

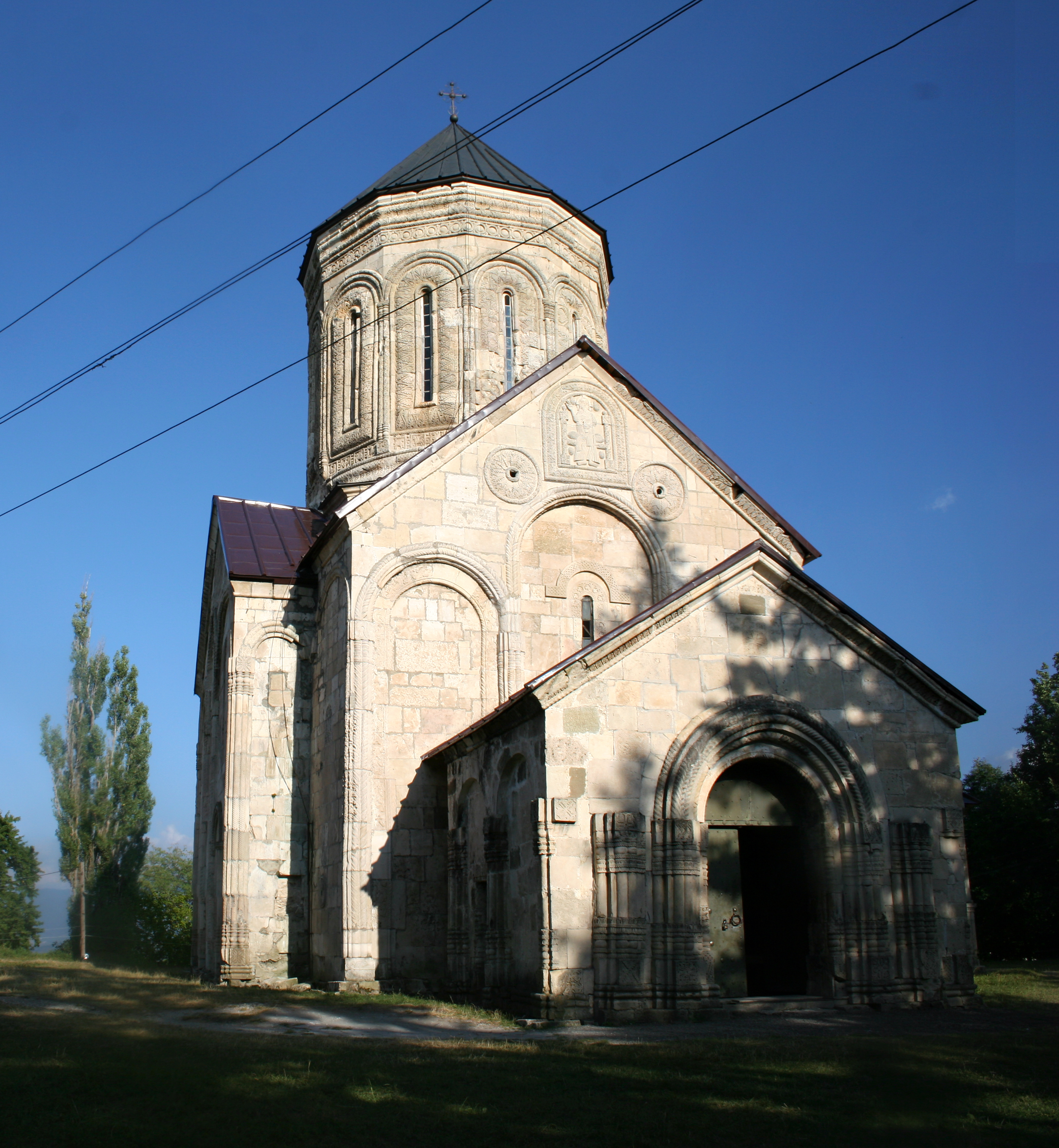
Exterior con la vista de la fachada oeste.

Desde el exterior la catedral se forma como una cruz rectangular de brazos cortos y tiene un segmento corto hacia el oeste. Las fachadas de la catedral están recubiertas de piedra lisa. Las decoraciones incluyen arcadas ininterrumpidas y varios ricos ornamentos, incluyendo relieves y episodios de múltiples figuras —la Transfiguración, el día del juicio, la Ascensión, figuras de santos, animales reales o imaginarios, formando un programa premeditado—.

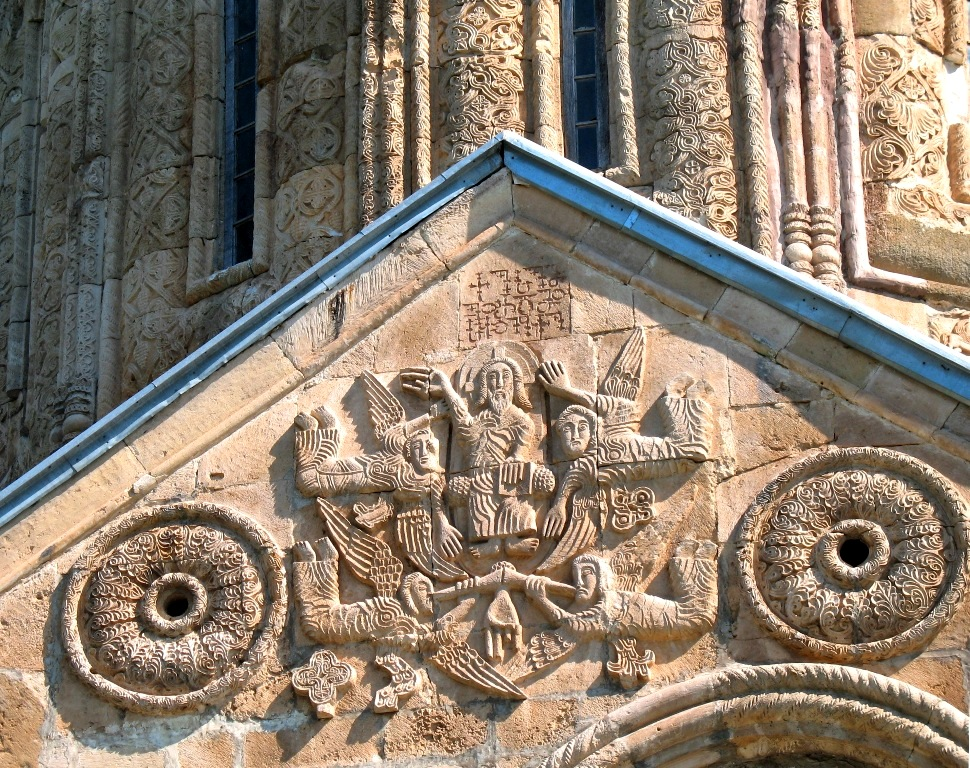
Fachada sur, parte superior.

Nikortsminda tiene una de las decoraciones más bellas de todas las iglesias y catedrales georgianas, ya que entre ellas se pueden ver varios estilos diferentes, lo que demuestra la riqueza de la selección de los motivos y su forma de ejecución. La fachada sur, por ejemplo, está coronada por un Cristo sentado en un trono llevado por cuatro ángeles, que simboliza la Segunda Venida, como se especifica en una inscripción. En el tímpano sur, los brazos de la cruz, también realizados con cuatro ángeles, están rodeados de conos de pino, símbolo de resurrección.

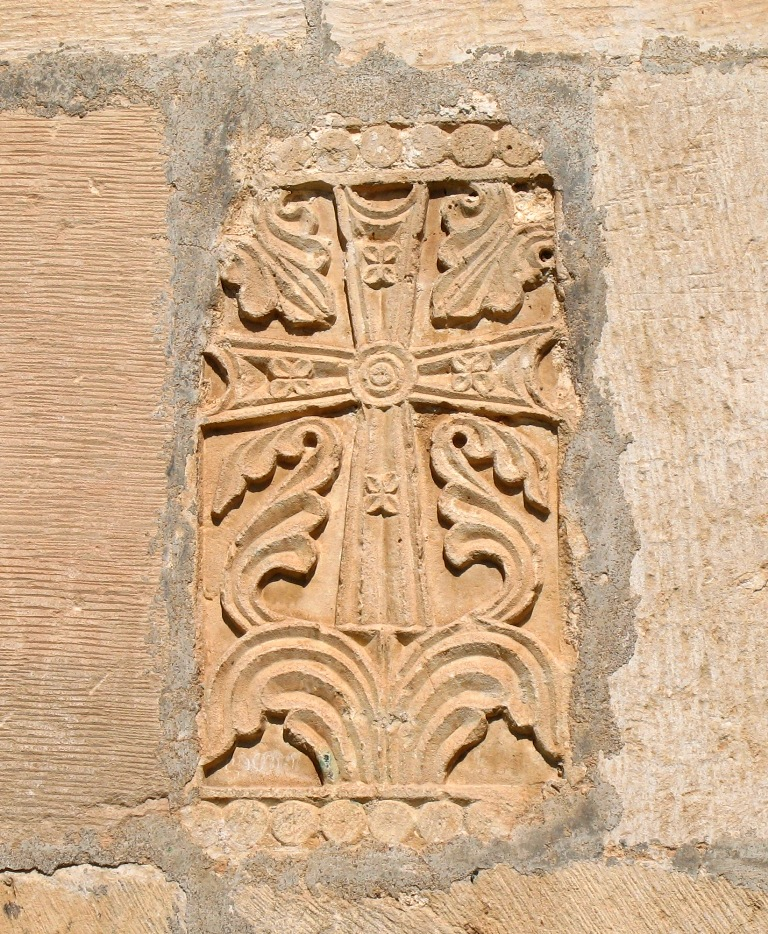
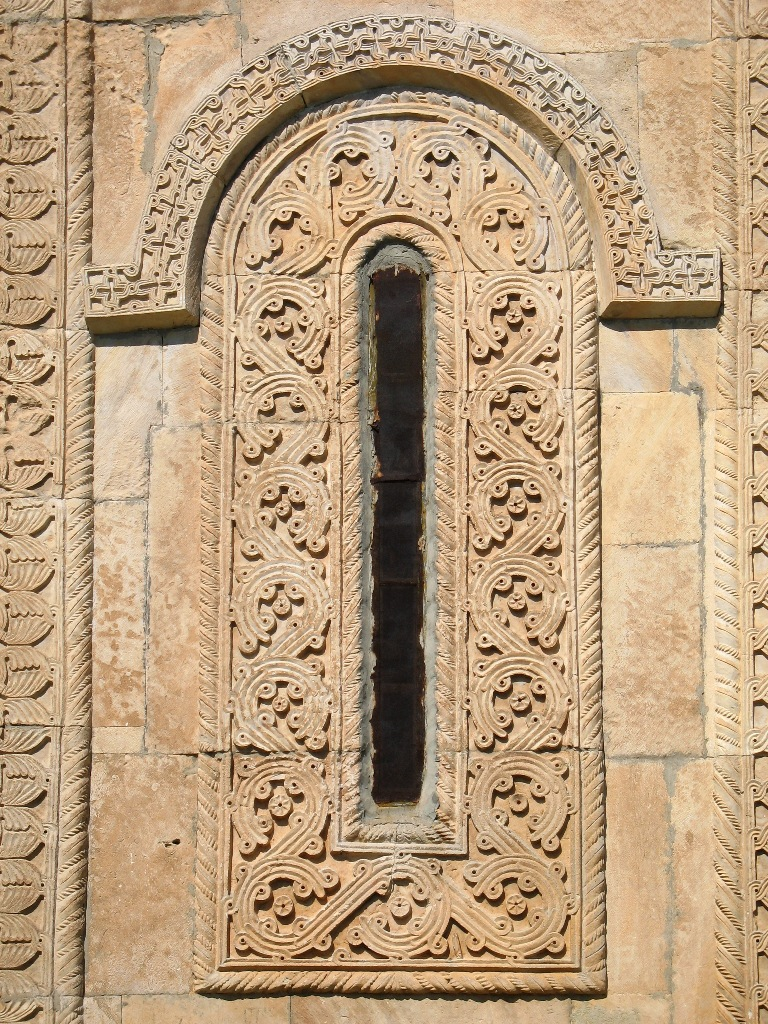
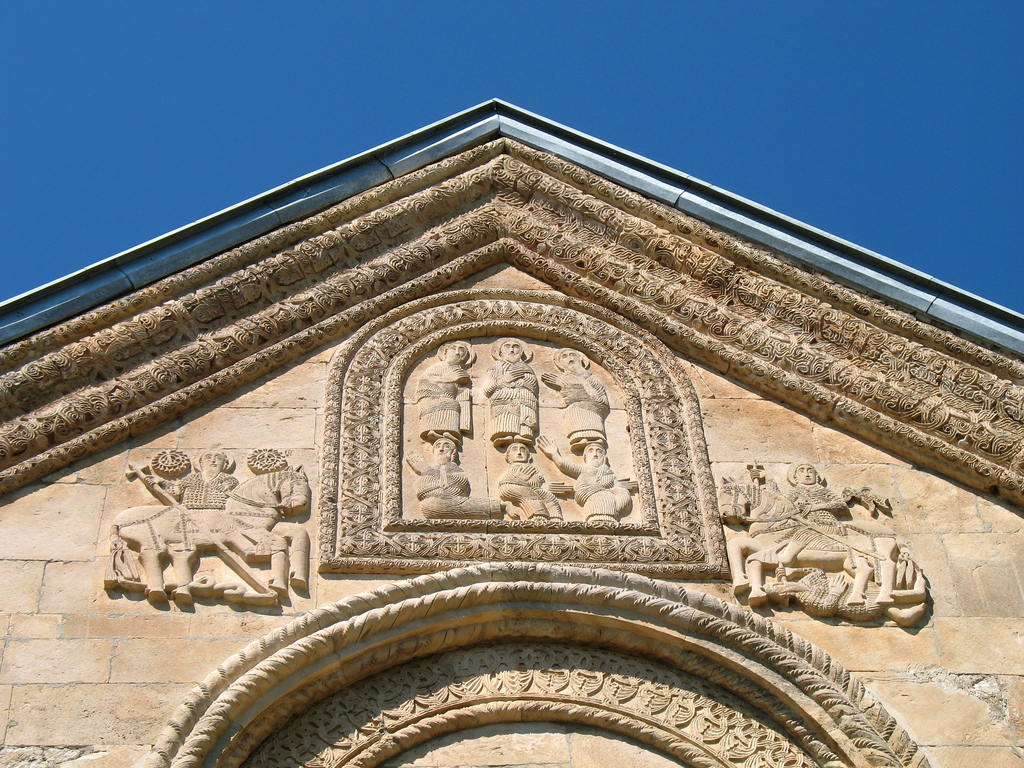